# NGC 2115A
NGC 2115A је лентикуларна галаксија у сазвежђу Сликар која се налази на NGC листи објеката дубоког неба.
Деклинација објекта је - 50° 35' 32" а ректасцензија 5h 51m 21,3s. Привидна величина (магнитуда) објекта NGC 2115 износи 15,1 а фотографска магнитуда 16,0. NGC 2115A је још познат и под ознакама ESO 205-6A, PGC 18002.